# Горшково (Усть-Кубинский район)
Горшково — деревня в Усть-Кубинском районе Вологодской области.
Входит в состав Троицкого сельского поселения, с точки зрения административно-территориального деления — в Троицкий сельсовет.
Расстояние по автодороге до районного центра Устья — 48,5 км, до центра муниципального образования Бережного — 6,5 км. Ближайшие населённые пункты — Анциферовская, Алюненская, Михайловская, Конаново, Кисляково.
По данным переписи в 2002 году постоянного населения не было.